# معبد راماپا
معبد راماپا (به انگلیسی: Ramappa Temple) در بخش مولوگو، هند قرار دارد. معبد راماپا از آثار میراث جهانی است که در سال ۲۰۲۱ به عنوان یک اثر فرهنگی با شماره ثبت ۱۵۷۰ در فهرست میراث جهانی یونسکو ثبت گردید.

## ثبت جهانی
این اثر در ۴۴امین نشست سازمان یونسکو به میزبانی چین با شماره ثبت ۱۵۷۰ ثبت جهانی شد.